# Jiggy Manicad
Rodrigo Defeo Manicad Jr., meglio noto come Jiggy Manicad (Jose Panganiban, 15 novembre 1974), è un giornalista e politico filippino.

## Biografia
Jiggy Manicad nasce a Jose Panganiban il 15 novembre 1974, figlio di Rodrigo Sr. e Lusviminda Defeo. Studente modello, si laurea in comunicazione presso l'Università delle Filippine Los Baños.

### Vita privata
Nel 2008 ha sposato la regista Marnie Pulumbarit.

## Carriera giornalistica
Inizia la propria carriera giornalistica presso ABS-CBN come redattore del programma Magandang Gabi, Bayan. Successivamente si trasferisce in GMA Network come inviato: tra i suoi primi avvenimenti seguiti vi sono i fatti del 1º maggio 2001 a Mendiola, dove egli stesso è coinvolto e infortunato alla testa a seguito di scontri tra la polizia e i protestanti.
Nel corso degli anni successivi effettua numerosi reportage sulle insurrezioni islamiche a Mindanao, le calamità e il commercio illegale di armi nel paese. Tra il 2010 e il 2018 conduce le edizioni del fine settimana di 24 Oras.

## Carriera politica

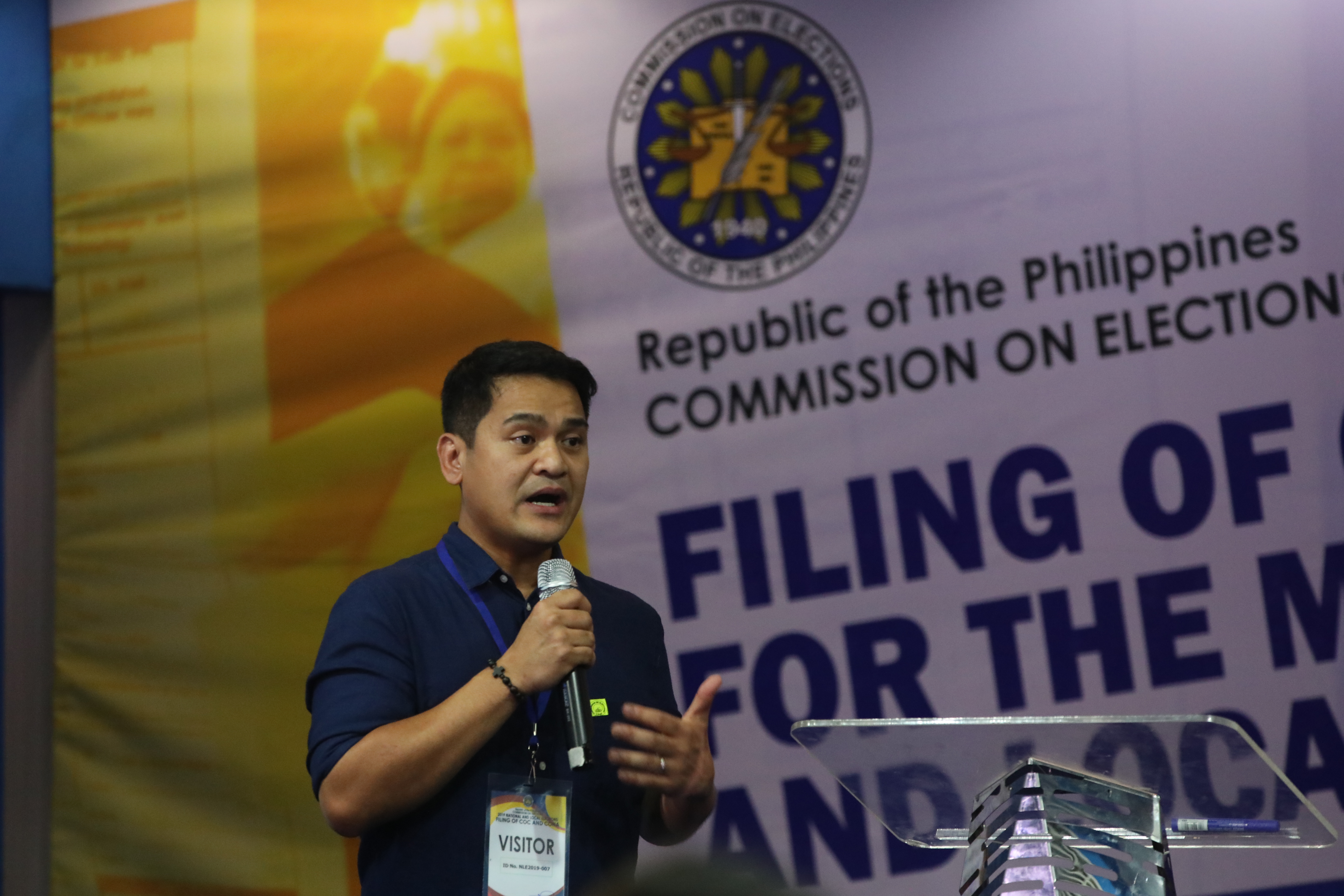
Manicad parla a un comizio dinnanzi agli uffici del COMELEC il 17 ottobre 2018

Il 20 aprile 2018, in diretta televisiva, annuncia che si sarebbe dimesso da ogni incarico presso GMA Network per tentare l'ingresso al Senato delle Filippine nelle elezioni di maggio 2019. Candidatosi come indipendente, ottiene il sostegno della coalizione Hugpong ng Pagbabago capeggiata da Sara Duterte: autore di una campagna elettorale di basso profilo, alle urne Manicad si classifica al 20º posto con quasi sette milioni di preferenze e già il giorno dopo il voto ammette la propria sconfitta.

## Televisione
- 24 Oras (GMA Network, 2010-2018)